# 北京市延庆监狱
北京市延庆监狱是隶属于中华人民共和国北京市监狱管理局的一所监狱。該監獄坐落于北京市延庆区境内，是以关押男性老、病、残罪犯为主的一所中型监狱。

## 沿革
該监狱始建于1958年

## 医疗及服务设施
本監獄将关押的老、病、残犯人根据不同的身体条件划分为老年犯、重病残犯、轻病残犯，分别进行有针对性的管理教育和治疗。
监狱开展了艺术行为治疗，分别成立了文化类、体育类、娱乐类等多个兴趣小组，使犯人发挥各自的兴趣爱好。监狱组织犯人饲养鸽子、兔子等小动物以培养犯人的爱心，缓解其不良情绪。监狱还开展了农疗活动，组织犯人参加蔬菜、花草的种植活动。
本监狱设有监狱医院。

## 历任监狱长
张洪建

## 著名囚犯
- 苏越，作曲家